# Stara Bingula
Stara Bingula (en serbe cyrillique : Стара Бингула) est un village de Serbie situé dans la province autonome de Voïvodine et sur le territoire de la ville de Sremska Mitrovica, district de  Syrmie (Srem). Au recensement de 2011, il comptait 162 habitants.
Stara Bingula est une communauté locale, c'est-à-dire une subdivision administrative, de la ville de Sremska Mitrovica.

## Géographie

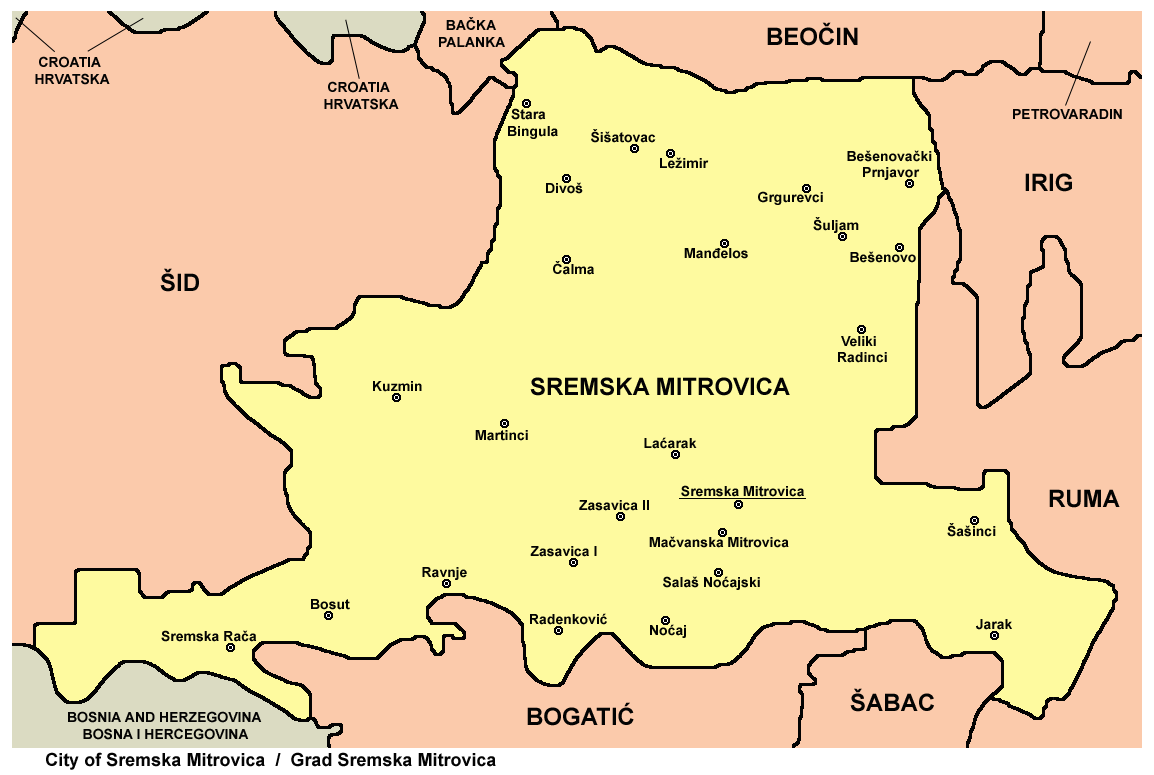
Localisation de Stara Bingula dans la ville de Sremska Mitrovica

Stara Bingula se trouve dans la région de Syrmie, sur les pentes méridionales du massif de la Fruška gora.

## Démographie

### Évolution historique de la population
| 1948 | 1953 | 1961 | 1971 | 1981 | 1991 | 2002 | 2011 |
| ---- | ---- | ---- | ---- | ---- | ---- | ---- | ---- |
| 400  | 446  | 371  | 300  | 255  | 205  | 190  | 162  |

|  |

### Données de 2002
Pyramide des âges (2002)
En 2002, l'âge moyen de la population était de 38,4 ans pour les hommes et 44,2 ans pour les femmes.
Répartition de la population par nationalités (2002)
En 2002, la population du village était mêlée ; les Serbes représentaient 30,5 % de la population, les Croates 28,9 %, les Slovaques 16,8 % et les Ruthènes 12,1 %.

### Données de 2011
En 2011, l'âge moyen de la population était de 42,7 ans, 38,3 ans pour les hommes et 47,4 ans pour les femmes.